# Али Джафар Мадан
Али Джафар Мохамед Ахмед Мадан (на арабски: جدحفص) е бахрейнски футболист, играещ като полузащитник за Аджман, клуб от ОАЕ. Участник в Купата на Азия 2023, като отбелязва гола срещу Малайзия с което носи победата с 1:0.

## Успехи
Рифа
- Премиер лига на Бахрейн
  -  Шампион (1): 2020/21

 Бахрейн
- Шампионат на Западна Азия
  -  Шампион (1): 2019
- Купа на Арабския залив
  -  Носител (1): 2019